# Nimapada
Nimapada es una ciudad y comité de área notificada situada en el distrito de Puri en el estado de Odisha (India). Su población es de 19289 habitantes (2011). Se encuentra a 37 km de Bhubaneswar y a 53 km de Cuttack.

## Demografía
Según el censo de 2011 la población de Nimapada era de 19289 habitantes, de los cuales 9917 eran hombres y 9372 eran mujeres. Nimapada tiene una tasa media de alfabetización del 91,44%, superior a la media estatal del 72,87%: la alfabetización masculina es del 94,41%, y la alfabetización femenina del 87,80%.